# Пат Метені
Патрик Брус Метені (англ. Patrick Bruce Metheny, 12 вересня 1954, Ліс-Самміт (Міссурі), США) — американський джазовий гітарист і композитор, лідер груп «Пат Метені Ґруп» (Pat Metheny Group) і «Пат Метені Юніті Бенд» (Pat Metheny Unity Band). Володар трьох золотих альбомів і 20 премій «Греммі». Його стиль заснований на елементах прогресивного і сучасного джазу, пост-бопу, латиноамериканського джазу і джазу-ф'южн.

## Біографія
Метені зростав у своєму рідному Ліс-Саміт — південно-східному передмісті Канзас-Сіті в американському штаті Місурі. Коли у віці 15 років він виграв стипендію Down Beat — тижневе перебування в таборі для джазових талантів, гітарист Аттіла Золер (Attila Zoller) запросив його до Нью-Йорку, де він побачив таких великих людей, як Джим Гол і Рон Картер. Після закінчення середньої школи в Ліс-Саміт Метені деякий час був студентом університету в Корал-Ґейблз (Маямі, Флорида). У 1972 році йому запропонували зайняти посаду викладача. Пізніше він був асистентом вібрафоніста Гарі Бартона в музичному коледжі в Берклі. У 1974 році він дебютував у двох записах студії Improvising Artists, де він об'єднався з бас-гітаристом Джако Пасторіусом (Jaco Pastorius). На велику джазову сцену Метені вийшов 1975 року в складі групи Бертона (Burton), де він грав разом з джазовим гітаристом Міком Гудріком (Mick Goodrick). У 1977 Метені заснував свою власну групу з піаністом Лайл Мейзом — «The Pat Metheny Group» (PMG).

## Pat Metheny Group
У 1978 році вийшов перший альбом «Pat Metheny Group» з записом дуету Метені та Мейза. Їх співпраця тривала більше ніж 25 років і ними було записано 15 альбомів. До 1981 року у групі грав бас-гітарист Марк Іган. Особливий успіх мав другий альбом «American Garage» (1979), який зайняв перше місце на Billboard Jazz. Перша тема з цього диску «(Cross The) Heartland-Airstream» стала музичним підписом групи.

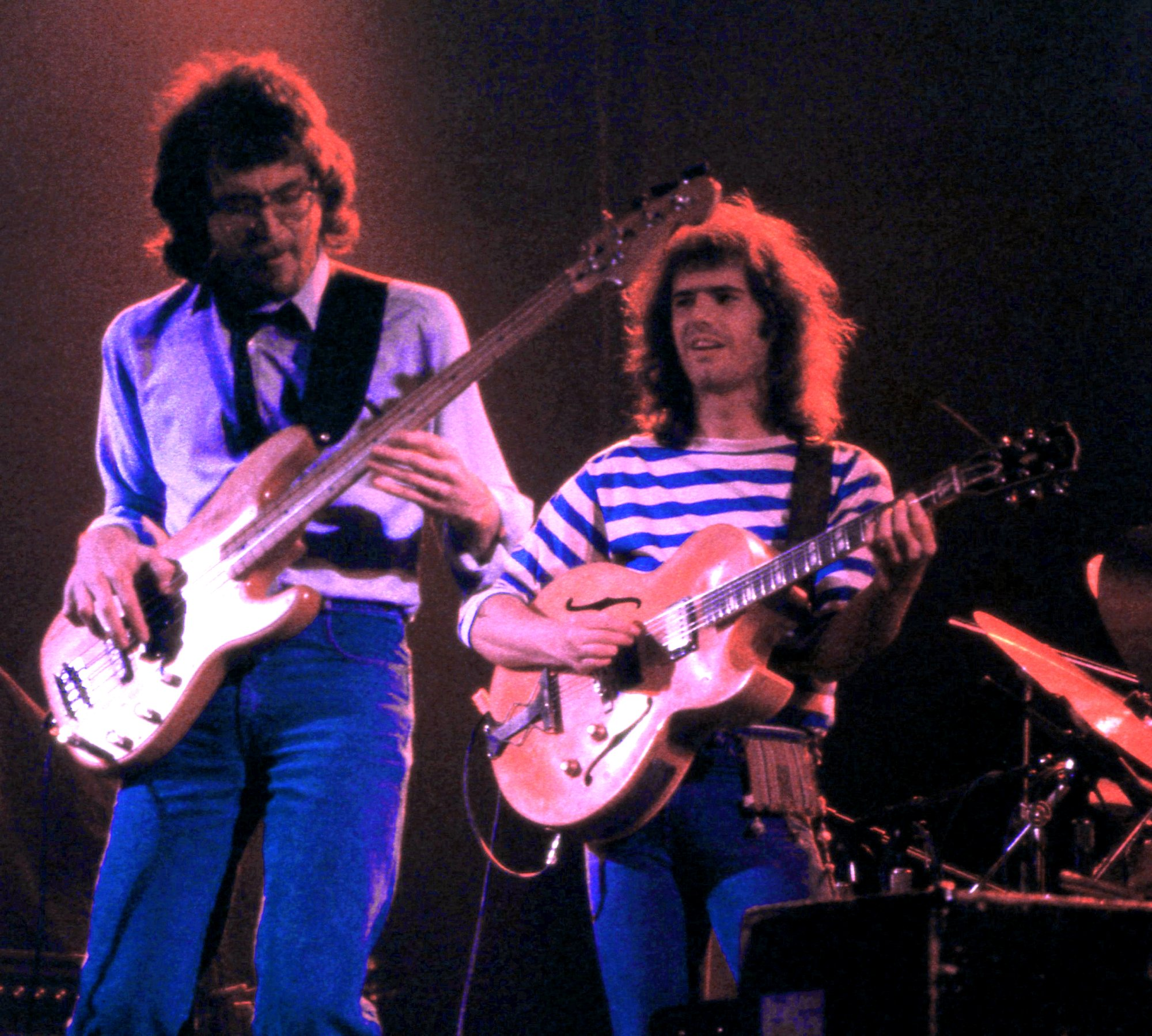
Стів Родбі та Пат Метені

Група багато експериментувала, поєднуючи класичну техніку контрапункту, метричні варіації і виробила своє характерне джазове звучання. Група широко використовувала елементи етнічної музики різних народів. У 1981 році до дуету приєднався басист Стів Родбі (Steve Rodby), що мав згодом великий вплив на творче співробітництво Пата і Лайла.

## Пат Метені у Львові
24 червня 2016 року Пат Метені виступив у Львові на «Альфа Джаз Фест 2016» — шостому Міжнародному джазововому фестивалі, що тривав з 24 до 27 червня. У квартеті також грали мексиканський джазовий ударник Антоніо Санчес, австралійська джазова бас-гітаристка і композитор Лінда О, британський піаніст і композитор Гвілім Сімкок. Своїм виступом квартет відкрив новий тур по Європі.

## Дискографія
- 1976: Bright Size Life
- 1977: Watercolors
- 1978: Pat Metheny Group
- 1979: New Chautauqua
- 1979: American Garage
- 1980: 80/81
- 1981: As Falls Wichita, So Falls Wichita Falls
- 1982: Offramp
- 1983: Travels
- 1984: Rejoicing
- 1984: First Circle
- 1985: The Falcon and the Snowman
- 1986: Song X
- 1987: Still Life (Talking)
- 1987: Der Landarzt (разом з Тутсом Тілемансом)
- 1989: Letter from Home
- 1990: Question and Answer
- 1992: Secret Story
- 1993: The Road to You
- 1994: Zero Tolerance for Silence
- 1994: I Can See Your House from Here
- 1995: We Live Here
- 1996: Quartet
- 1996: Passaggio per il paradiso
- 1997: Beyond the Missouri Sky
- 1997: Imaginary Day
- 1998: Like Minds
- 1999: Jim Hall & Pat Metheny
- 1999: A Map of the World
- 2000: Trio 99 → 00
- 2000: Trio → Live
- 2002: Speaking of Now
- 2003: One Quiet Night
- 2005: The Way Up
- 2006: Metheny/Mehldau
- 2007: Metheny/Mehldau Quartet
- 2008: Day Trip
- 2008: Tokyo Day Trip
- 2008: Upojenie
- 2009: Quartet Live
- 2010: Orchestrion
- 2011: What's It All About
- 2012: Unity Band
- 2013: The Orchestrion Project
- 2013: Tap: John Zorn's Book of Angels, Vol. 20
- 2014: KIN (←→)
- 2016: The Unity Sessions
- 2016: Cuong Vu Trio Meets Pat Metheny

## Нагороди та відзнаки
- 2017, 2018 : нагорода «Маестро джазу»

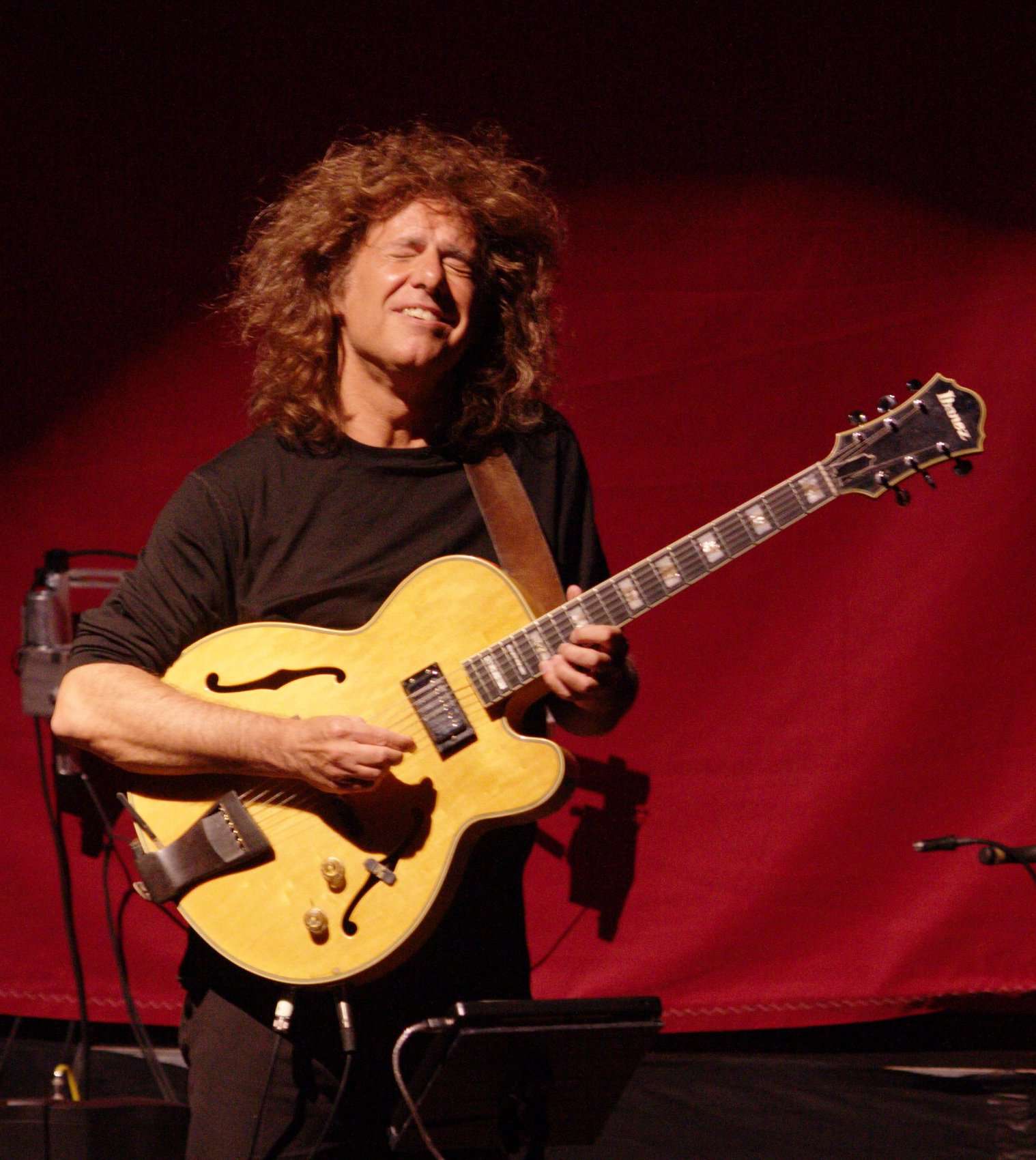
Пат Метені. 2010